# Renault Dauphine
La Renault Dauphine è un'autovettura di fascia medio-bassa prodotta dalla casa automobilistica francese Renault tra il 1956 ed il 1967 (e fino al 1970 in Argentina).

## Storia e profilo

### Genesi e debutto
Nell'immediato dopoguerra, la neonata Régie riavviò la produzione automobilistica con il lancio della 4CV avvenuto nel 1946. Fu un successo immediato, tanto che la produzione raggiunse regimi giornalieri vertiginosi e i tempi di attesa si allungarono a dismisura poiché non si riuscì a far fronte ad una domanda oltremodo sostenuta. Tuttavia, l'allora numero uno della Renault, Pierre Lefaucheux, non stette a dormire sugli allori, ma cominciò ad interrogarsi sulle possibili diversificazioni della sua gamma, che in quel periodo era costituita praticamente solo dalla stessa 4CV e dalla riedizione della Juvaquatre d'anteguerra. Per questo vennero avviati vari progetti, fra cui quelli di una vettura polivalente e di un'ammiraglia (poi sfociati rispettivamente nel lancio delle sfortunate Colorale e Frégate). Ma per una Renault uscita malconcia dalla guerra e ancora in fase di ricostruzione, così come peraltro l'intero tessuto industriale francese, fu necessario prima di tutto fare grandi numeri, prima ancora di sperare nei margini garantiti dalla vendita di modelli di fascia alta, vendite che oltretutto si sarebbero dimostrate ben inferiori alle aspettative. Fu perciò necessario diversificare la gamma, ma rimanendo sempre nelle fasce popolari della gamma, quelle che avrebbero potuto garantire superiori volumi di vendita per un Paese affamato di motorizzazione di massa. Per questo, nel febbraio 1949, Lefaucheux e il direttore tecnico della Renault, Fernand Picard, si incontrarono a pranzo in una via del centro parigino per discutere di tale argomento in via del tutto confidenziale. Si cercarono proposte relative ad una nuova vettura di fascia bassa o medio-bassa da inserire appena un gradino al di sopra della 4CV, che la affiancasse, almeno nei primi anni, per poi sostituirla definitivamente in seguito. La vettura avrebbe dovuto essere studiata in maniera tale da eliminare quei difetti che invece caratterizzavano la 4CV, vale a dire la scarsa abitabilità e il comfort. Poiché anche il prezzo doveva essere contenuto per poter inserire la vettura nel novero dei modelli di fascia bassa, fu necessario aggiornarsi ancora una volta sulla più moderne metodologie industriali per la produzione automobilistica. Per questo, sei mesi dopo il pranzo di Parigi, Picard intraprese un viaggio negli USA per rendersi conto di quanto nel frattempo si fossero evolute le tecniche e i criteri produttivi alla Ford per adattare tali criteri anche agli impianti Renault in Francia. Una delle richieste avanzate al patron Lefaucheux da parte di Picard, una volta che quest'ultimo rientrò dagli USA, fu la costruzione di una pista prove privata, in modo da poter tranquillamente testare la meccanica delle vetture senza destare la curiosità della gente. Fu così che nel 1951 venne inaugurata la pista prove di Lardy, non lontano da Parigi. Sempre nel 1951 si ebbe l'avvio ufficiale del progetto 109, destinato a concretizzarsi nella nuova vettura popolare da affiancare alla 4CV e sempre in quel periodo si ebbe la realizzazione di alcuni primi modelli in scala 1:8, poi evolutisi nei primi modelli statici in scala 1:1. L'esigenza di contenere i costi di produzione si tradusse fin da subito con la necessità di utilizzare la base meccanica della 4CV anche per la nuova vettura, ma con una carrozzeria sensibilmente differente. I primi prototipi furono realizzati il 24 luglio 1952 e vennero portati sulla pista di Lardy all'interno di un camion per le prove di affidabilità. Questi prototipi non montavano ancora la carrozzeria definitiva, ma un corpo vettura disegnato da un'équipe di disegnatori Renault diretta da Robert Barthaud, ancora piuttosto grezzo e da rifinire, ma adatto a fare da carrozzeria provvisoria per i prototipi da testare. Nel giugno del 1953 la vettura fu sottoposta al vaglio della Ghia. Il noto carrozziere torinese provvide a ridisegnare la parte posteriore in maniera più armoniosa, in modo da ottimizzare i flussi d'aria all'interno del vano motore, che anche in questo caso era sistemato posteriormente. 

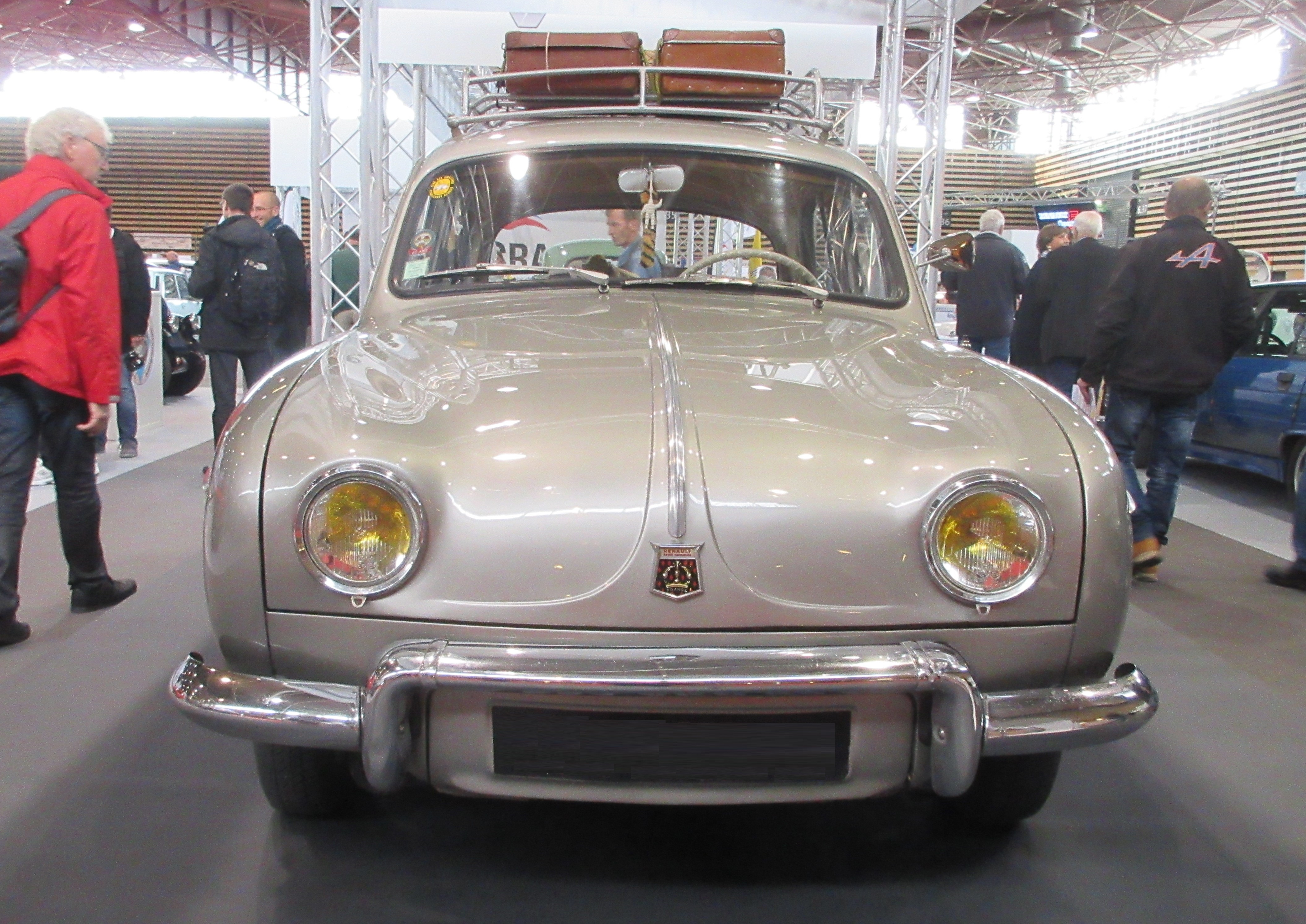
Vista frontale di una Dauphine

Alla fine di luglio, due prototipi uscirono dall'atelier della Ghia con gli aggiornamenti stilistici del caso e uno di questi prototipi fu portato in Spagna per un test di affidabilità, questa volta su strada, che si protrasse per 2.200 km. Questo test diede modo di evidenziare le scarse prestazioni del motore utilizzato, che ancora era quello da 21 CV della 4CV. L'esigenza di avere una vettura più grande e spaziosa si ripercosse infatti negativamente sulla massa della vettura stessa (circa mezzo quintale in più fra la 4CV e i primi prototipi del progetto 109). Per valutare in maniera più accurata tale deficit prestazionale fu preso come esempio il Volkswagen Maggiolino, che montava un motore da 1.1 litri, quindi di cilindrata superiore, ma con potenza massima di 25 CV, un risultato raggiungibile anche dal piccolo motore Renault. Per questo, mentre nel 1954 la popolare vettura tedesca ottenne un nuovo motore da 1.2 litri con 30 CV di potenza massima (ma gravato da 100 kg in più di peso a vuoto), il motore del prototipo 109 venne rialesato da 54,5 a 58 mm e la sua cilindrata salì da 747 a 845 cm³, mentre la potenza massima salì a 26 CV, quattro in meno rispetto ai 30 CV del Maggiolino, ma con un quintale in meno a vuoto. Le prestazioni divennero quindi in linea con la concorrenza: restava solo da provarle su strada, questa volta in via definitiva e con meno tentennamenti. Fu organizzata perciò una sessione di prove di affidabilità che si snodarono per tutta Europa: a Madrid per le prove in condizioni di secco e polvere, di motore a Bayonne (Francia, alla Svizzera, in Sicilia per le sospensioni, in Finlandia per le prove con clima artico, di tenuta all'acqua in Jugoslavia passando per l'Austria. Tutti i tipi di fondo stradale vennero percorsi da una quindicina di prototipi 109, coprendo in totale oltre due milioni di km, più un altro milione di km percorsi sulla pista di Lardy. Nel frattempo, Lefaucheux diede il via all'industrializzazione del progetto e si avvalse della consulenza di una nota designer di moda dell'epoca, Paule Marrot. Scopo di questa consulenza fu quello di arricchire la gamma colori della vettura con tinte più vivaci ed abbinate a rivestimenti pensati dalla stessa Marrot, in modo tale da attirare anche una potenziale clientela femminile e da discostarsi da quelle gamme di colori composte da colori cupi (nero, grigio, blu scuro, ecc.) che caratterizzavano molte vetture dell'epoca. Purtroppo, però, Lafaucheux non vide mai il debutto della vettura derivata dal progetto 109: infatti l'11 febbraio 1955 morì in seguito ad un incidente stradale a bordo della sua Frégate personale. Al suo posto arrivò Pierre Dreyfus, che continuò l'opera di industrializzazione con l'ingrandimento dello stabilimento di Flins, inaugurato solo un paio di anni prima, ma che nei piani di Lefaucheux e dello stesso Dreyfus avrebbe dovuto ospitare sia le linee di montaggio della 4CV sia quelle della nuova vettura da essa derivata. Nel dicembre del 1955 cominciò la produzione degli esemplari di preserie, un lotto di circa 120 esemplari da dare in pasto alla stampa per le presentazioni che sarebbero avvenute nei primi mesi dell'anno seguente.
Quanto alla denominazione commerciale della vettura, si ipotizzò dapprima il nome di Corvette, secondo la tendenza di quegli anni ad usare nomi di provenienza marittima per le vetture Renault. La proposta fu prontamente bocciata per via delle prestazioni velocistiche non esattamente in linea con quelle della ben più nota sportiva statunitense a marchio Chevrolet, un fatto che già fin dalle prime battute suscitò ilarità presso tutti coloro che vennero al corrente. La denominazione definitiva fu partorita invece durante una cena aziendale a cui parteciparono Fernand Picard e alcuni dirigenti Renault. Uno di questi dirigenti fu Marcel Wiriath, direttore della banca Crédit Lyonnais e membro del consiglio di amministrazione della Régie, il quale ad un certo punto esclamò: "Se la 4CV è la nostra regina di vendite, allora la nuova vettura non può essere che la delfina", ossia l'erede designata, che in francese corrisponde a dauphine. Ecco quindi come nacque il nome della nuova vettura. L'idea piacque anche a Dreyfus, per cui venne stabilita anche la denominazione commerciale, mentre la sigla interna fu R1090. Quanto alla presentazione, essa si svolse in tre fasi: nel febbraio 1956 vi fu una prima presentazione in Corsica davanti alla stampa, con la promessa di non divulgare nulla prima del 6 marzo, giorno in cui avvenne la seconda fase della presentazione, tenutasi al Palais de Chaillot (Parigi), di fronte a giornalisti e ad altri invitati selezionati. Due giorni dopo vi fu invece la presentazione al grande pubblico, in occasione del Salone di Ginevra.

### Caratteristiche

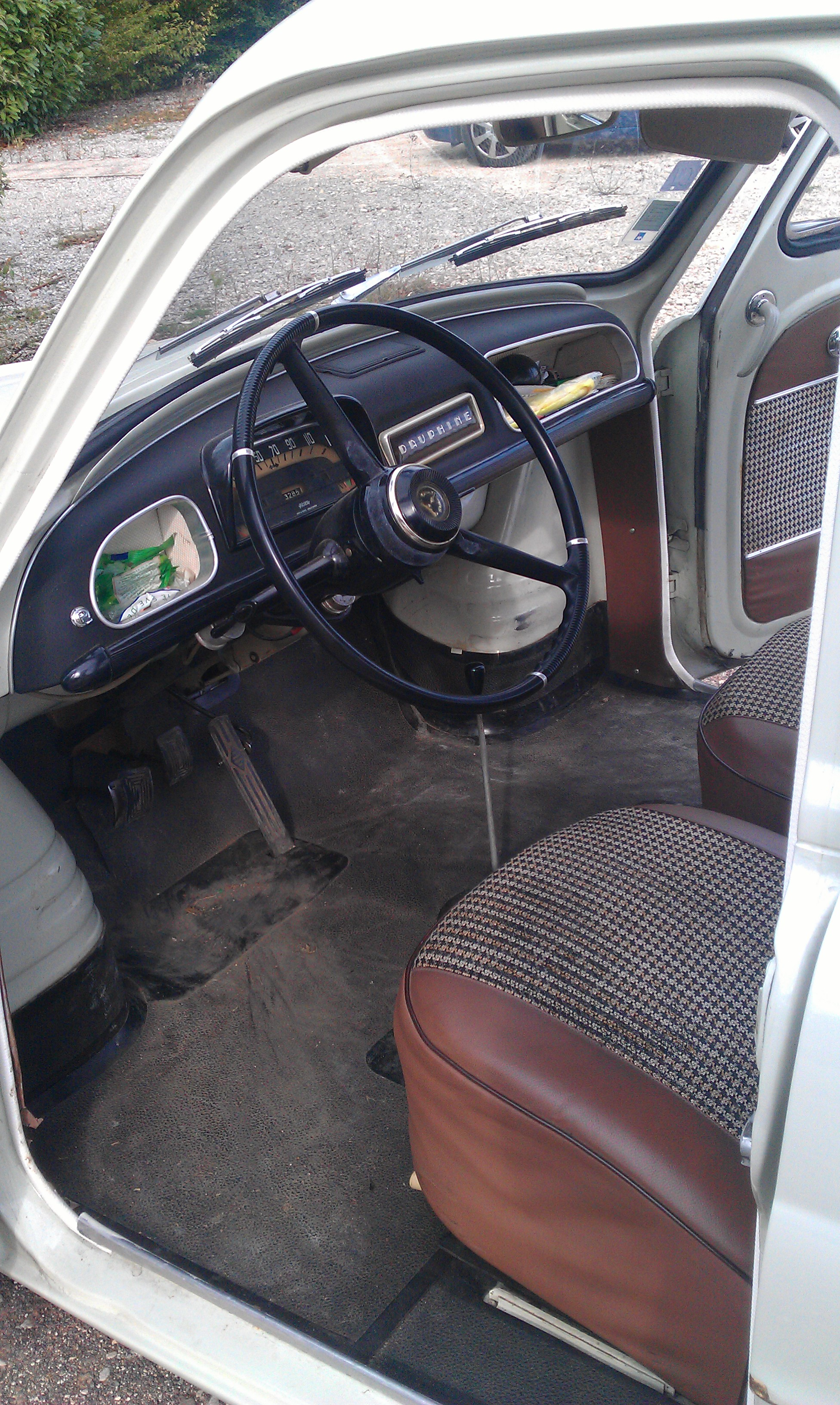
Il posto guida di una Dauphine

l corpo vettura della Dauphine era di tipo berlina a 4 porte e a 3 veri volumi, conservando una buona penetrazione aerodinamica rispetto alla 4 CV. Inoltre, le sue forme tondeggianti, imparentate con quelle dell'ammiraglia Frégate, donavano un aspetto più "importante" alla piccola vettura con il marchio della Losanga. Il frontale della Dauphine era liscio e privo di calandra, essendo assente un motore da raffreddare, ed era caratterizzato inoltre da proiettori tondi e da un paraurti che nella zona centrale si piegava verso l'alto in modo da lasciare spazio all'alloggiamento della ruota di scorta posto sotto alla scocca. La fiancata era invece caratterizzata innanzitutto da parafanghi posteriori piuttosto sporgenti rispetto al resto della vista laterale. I passaruota anteriori erano a disegno arcuato, mentre quelli posteriori erano schiacciati a quindi leggermente carenati sopra le ruote nella parte superiore. Ma soprattutto, la fiancata era dotata di una scalfatura che partiva dalla portiera anteriore per assumere man mano la funzione di "invito" per il flusso d'aria da convogliare all'interno della vistosa presa d'aria posta sui parafanghi posteriori, in modo da raffreddare il motore. Quest'ultimo era sistemato posteriormente, a sbalzo, e l'aria in ingresso dalle prese d'aria laterali era smaltita attraverso una doppia griglia ricavata sulla coda, ai lati della quale trovavano posto due piccoli faretti posteriori. L'abitacolo della Dauphine risultava più spazioso rispetto a quello della 4CV, merito del passo, aumentato di 16,7 cm, mentre l'accessibilità migliorò notevolmente grazie alle porte posteriori ampliate. La vettura era omologata per quattro posti, con due sedili indipendenti nella parte anteriore dell'abitacolo e un divanetto nella parte posteriore. Il posto guida era caratterizzato dal volante a due razze con un semplice quadro strumenti che raggruppava, oltre al tachimetro, anche gli indicatori del livello carburante e della temperatura dell'acqua, nonché il contachilometri e le spie della pressione olio e della carica della dinamo. Sui lati della plancia erano presenti due vani portaoggetti senza sportello. Il vano bagagli era accessibile attraverso il cofano anteriore incernierato davanti e permetteva una capacità massima di 200 litri.
Caratterizzata da un'architettura meccanica di tipo "tutto dietro", la Dauphine non godette certamente di una equilibrata distribuzione dei pesi, fatto questo che comportò una tenuta di strada non ottimale in talune condizioni di scarsa aderenza sul fondo stradale. Il pianale utilizzato fu quello della 4CV, ma, come già detto, di ⅝ con passo allungato di 16,7 cm. La meccanica telaistica prevedeva perciò anche in questo caso le sospensioni a ruote indipendenti sui due assali, con un impianto frenante a quattro tamburi e sterzo a cremagliera. Il motore della Dauphine era un'unità quadricilindrica da 845 cm³ alimentata a carburatore con distribuzione ad asse a camme laterale e con potenza massima di 26 CV. Si trattava dell'unica motorizzazione disponibile al debutto, mentre il cambio era di tipo manuale a 3 marce con prima marcia non sincronizzata, a richiesta con frizione elettromagnetica Ferlec. T5

### La carriera commerciale

#### Un avvio molto promettente

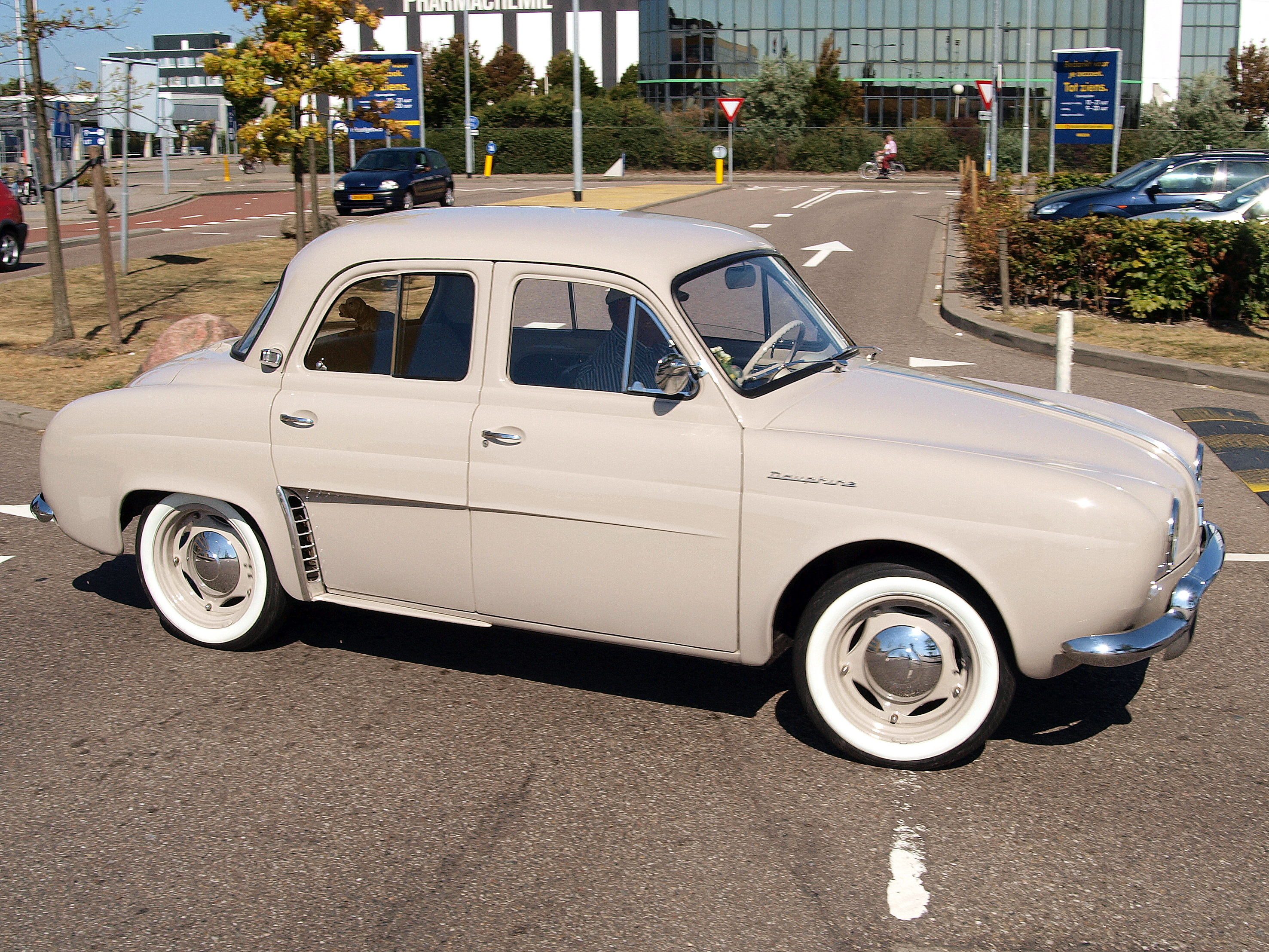
Vista laterale di una Dauphine

La carriera commerciale della Dauphine cominciò sotto i migliori auspici, visti i consensi riscossi dal grande pubblico, anche se piuttosto corposa fu anche la schiera dei detrattori, soprattutto esponenti della stampa, che ne mal giudicarono la linea troppo particolare e le prestazioni ritenute modeste. Ciò sembrò comunque non spegnere gli entusiasmi del pubblico, giacché gli ordini si fecero da subito numerosi, basti pensare che la produzione raggiunse e superò rapidamente le 600 vetture al giorno, senza tuttavia riuscire a seguire di pari passo una domanda assai sostenuta. E alla fine del 1956 furono già ben 78.136 gli esemplari consegnati. Ma nonostante ciò alla Renault ci si diede comunque da fare per realizzare versioni più performanti, per migliorare le guarnizioni delle superfici vetrate e per irrigidire ulteriormente la struttura di base, anch'essa ritenuta insufficientemente rigida dalla stampa. Intanto si cominciò a preparare lo sbarco della Dauphine in altri mercati esteri, non solo in altri Paesi europei dove la vettura sarebbe stata regolarmente commercializzata, ma addirittura in altri continenti: subito dopo la presentazione a Ginevra, un piccolo lotto di esemplari di Dauphine fu inviata negli USA per essere esposta al Salone di New York. Entro la fine dell'anno le esportazioni divennero regolari, anche se non di certo sostenute, vista la tradizionale ritrosia del mercato statunitense verso le vetture di piccola cilindrata. Un simile piano di espansione commerciale richiese l'estensione della produzione anche ad altri stabilimenti Renault e fu per questo che ben presto venne modernizzato l'impianto belga di Haren-Vilvoorde, le cui linee vennero destinate alle Dauphine destinate ad altri mercati, non solo quello statunitense, ma anche altri mercati europei, come quello tedesco, i cui concessionari Renault videro l'arrivo delle Dauphine proprio dallo stabilimento belga.

#### L'evoluzione della versione base e la Dauphine Gordini (R1091)

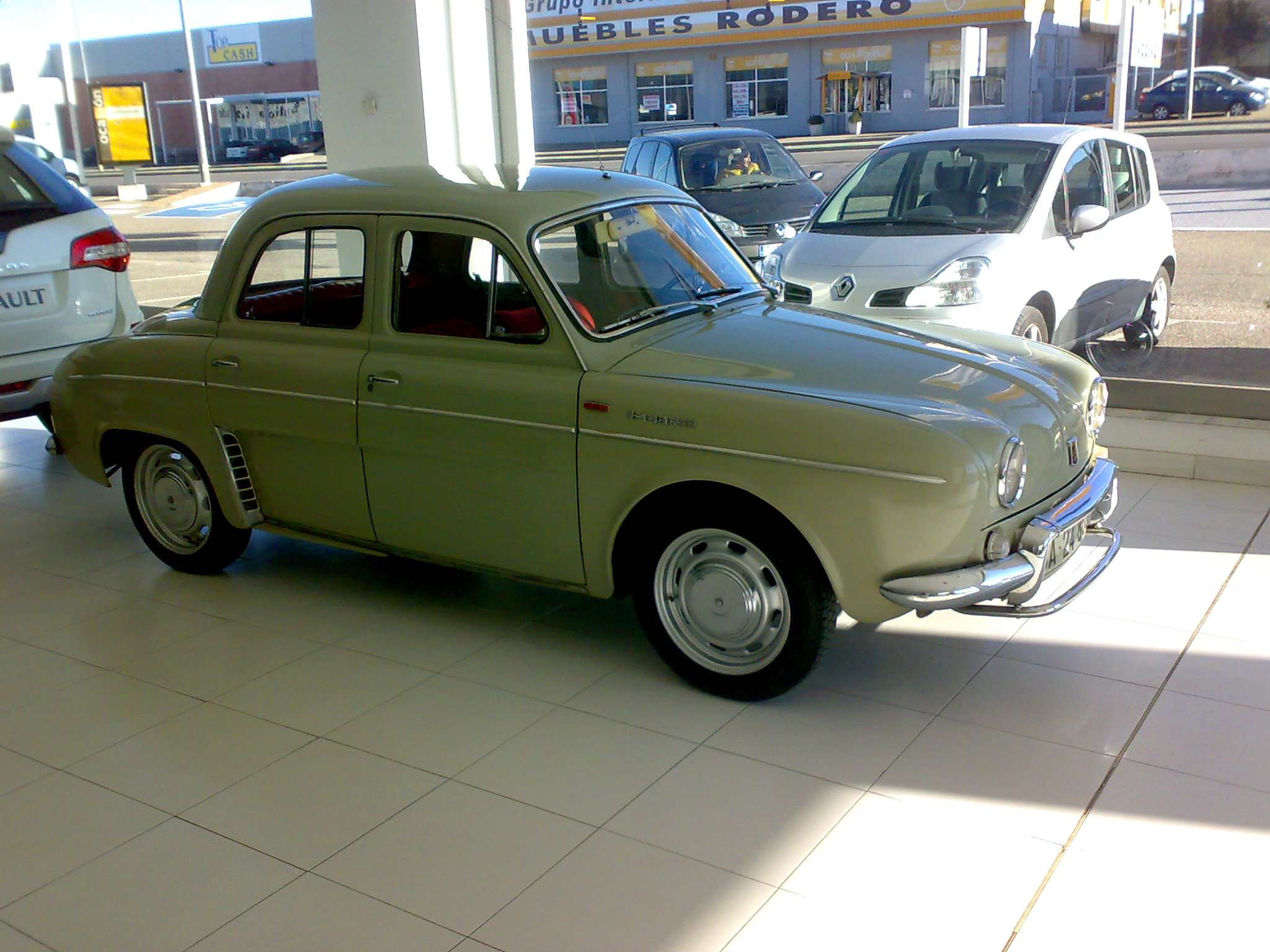
Una Dauphine Gordini

Esattamente un anno dopo la presentazione, ossia il 6 marzo 1957, la Dauphine raggiunse quota 100.000 esemplari: nei mesi successivi venne migliorato l'impianto di riscaldamento nell'abitacolo e vennero montati nuovi tamponi di fondocorsa in gomma per smorzare meglio le vibrazioni. Comparvero anche nuovi cerchi a tre fori con un nuovo coprimozzo. In autunno, il Salone di Parigi fece da cornice al debutto della Dauphine Gordini (sigla interna R1091), la versione sportiva destinata a convincere anche chi fra il pubblico criticava le modeste prestazioni della vettura. Si trattava di una versione il cui motore, rivisto dal "mago" Amedeo Gordini, passò da 26 a 33 CV DIN (o 37,5 CV SAE), mentre la velocità massima salì da 112 a 126 km/h, due dati che oggigiorno possono far sorridere, ma che all'epoca erano la normalità e che anzi, non mancarono di accendere l'entusiasmo degli appassionati sportivi. Altre novità tecniche introdotte con la Gordini furono il cambio a 4 marce con prima velocità non sincronizzata e gli ammortizzatori posteriori maggiorati e doppi, con benefici effetti sulla tenuta di strada, tanto che quest'ultima caratteristica fu riproposta in tutte le Renault "tutto dietro" prestazionali, fino alle R8 Gordini 1300 comprese. Esternamente la Dauphine Gordini non si distingueva dalla normale Dauphine che per pochi particolari, fra cui il tachimetro con fondoscala a 150 orari e una linea cromata che percorreva l'intera fiancata, assente invece nelle versioni di base. Queste ultime beneficiarono dal canto loro di numerosi aggiornamenti, come i sedili anteriori più spessi, quelli posteriori con imbottitura più pronunciata nella parte anteriore della seduta, le maniglie porta ridisegnate e il cruscotto bicolore. Tornando alla versione Gordini, la Casa di Billancourt immaginò che essa sarebbe stata prodotta in un quantitativo relativamente ridotto di esemplari nell'arco della sua carriera commerciale, stimata in circa cinque anni. E invece gli ordini si fecero talmente numerosi che Amedeo Gordini dovette rinegoziare l'accordo con la Renault perché di certo non avrebbe potuto sostenere una simile domanda dalla sua piccola officina. Alla fine il "mago" venne rimborsato di tutti i soldi spesi per riallestire la sua officina, che nel frattempo fu ingrandita per poter lavorare meglio all'elaborazione della Dauphine e gli vennero corrisposte delle royalties per ogni esemplare di Gordini prodotto. Fu infatti lo stabilimento di Flins a prendere in carico anche l'assemblaggio delle versioni Gordini, mentre l'officina del preparatore italiano divenne un piccolo centro di progettazione di Renault sportive.

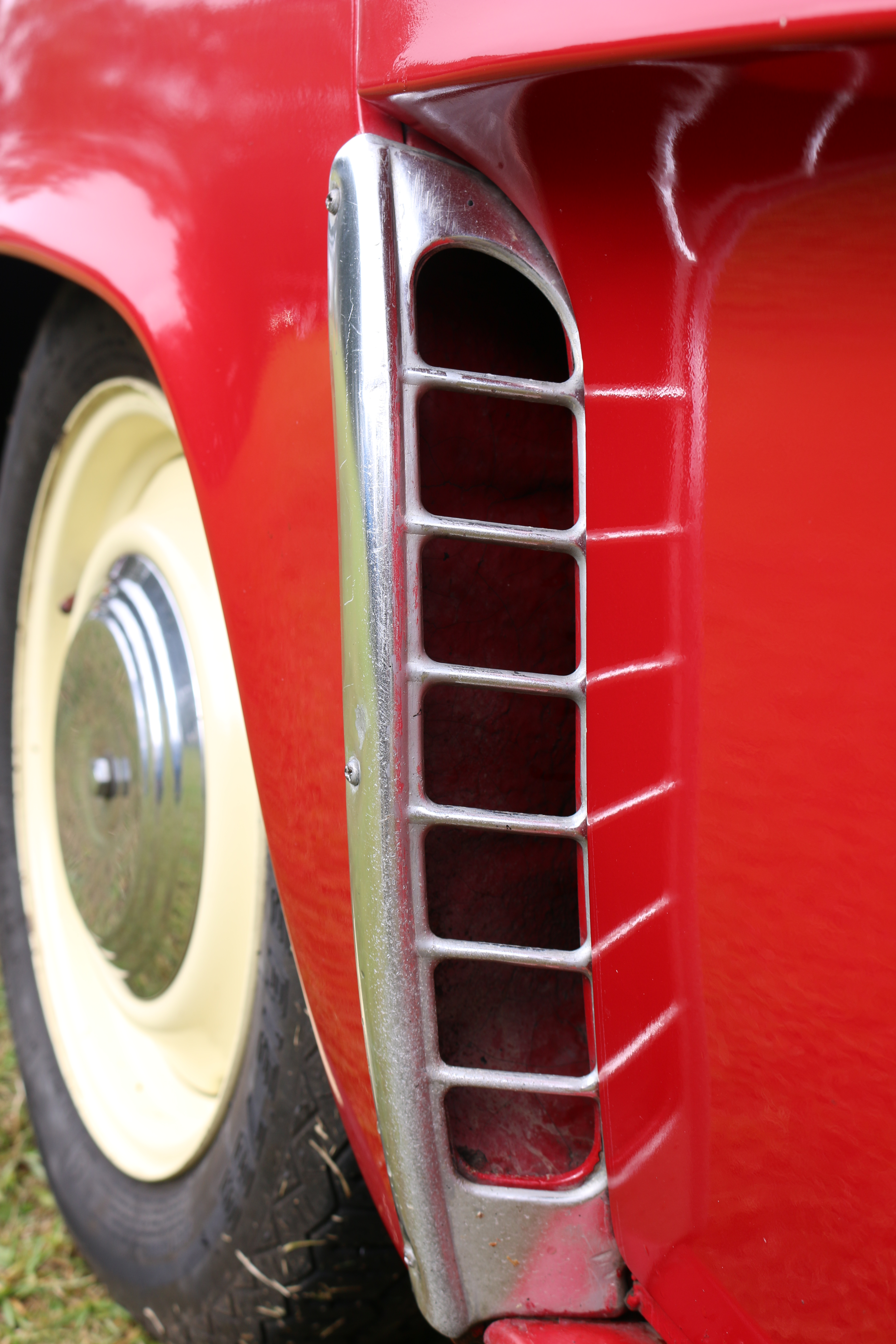
La presa d'aria nel parafango posteriore della Dauphine

Il 1958 si aprì con un altro traguardo importante per la Dauphine, quello dei 300.000 esemplari prodotti, traguardo raggiunto nel mese di febbraio. Per gran parte di quell'anno gli aggiornamenti furono più che altro di tipo tecnico e andarono ad interessare il motore (albero a gomiti, radiatore, ecc), compreso un innalzamento del rapporto di compressione nelle versioni di base, grazie al quale la potenza massima salì da 26 a 31 CV DIN, ben più a ridosso della versione sportiva, la Gordini, che invece rimase invariata pur usufruendo anch'essa dello stesso aggiornamento. La fine del 1958 fu coronata da un altro notevole traguardo produttivo, quello del mezzo milione di esemplari. Significativa, sempre nel 1958, fu l'alleanza fra Renault e Alfa Romeo per la produzione della Dauphine nello stabilimento del Portello con il marchio del Biscione. Ma il "grosso" delle manovre di espansione produttiva nel mondo si ebbe l'anno seguente: nel marzo 1959 fu annunciato un accordo con la Willys-Overland per la produzione della Dauphine in terra brasiliana, produzione che fu avviata in quello stesso anno. Sempre nel 1959 la produzione fu avviata anche presso lo stabilimento spagnolo di Valladolid, dove si trovava l'impianto della FASA-Renault. Altri aggiornamenti tecnici furono apportati anche nel 1959, fra cui l'arrivo di un nuovo cambio per la versione base, sempre a 3 marce, ma mutuato dalla Floride.
Il 1960 vide l'arrivo delle nuove sospensioni Aérostable, derivanti da un brevetto dell'ingegner Jean-Albert Grégoire (con significative esperienze come costruttore e come progettista durante gli anni '20 e '30 del secolo scorso. Tale sistema consistette nell'inserimento di piccole molle pneumatiche in gomma che andarono a compensare i limiti delle sospensioni tradizionali. In questo modo, la Dauphine divenne più confortevole e migliorò la sua tenuta di strada. Per quanto riguardava invece la versione Gordini, essa ricevette una rivisitazione al motore in modo da ottenere una potenza massima di 40 CV, distaccandosi così nuovamente dalla versione di base. Purtroppo la presenza delle sospensioni Aérostable ne snaturò il comportamento, rendendola tendenzialmente meno sportiva, ragion per cui la Casa della Losanga dotò la vettura di molle elicoidali più rigide in modo da compensare l'azione ammorbidente dei cuscinetti pneumatici. Altre modifiche che interessarono la Dauphine Gordini furono l'allungamento della quarta marcia per diminuire i consumi in caso di lunghi viaggi, le frecce rettangolari sotto i proiettori anteriori e gli pneumatici a fascia bianca. Questi furono dettagli che imborghesirono l'immagine della Gordini, rendendola meno rude agli occhi dei potenziali clienti e ciò costituì un bene per chi cercava una soluzione di compromesso, ma fece anche storcere il naso a chi era legato all'immagine e al concetto della sportiva dura e pura. Nel 1960 la produzione della Dauphine fu avviata anche in Argentina, presso lo stabilimento della IKA, con il quale la Régie aveva stipulato preventivamente un accordo di produzione in loco. E sempre in tema di produzione, il 22 febbraio 1960 venne prodotta la milionesima Dauphine.

#### La Renault Ondine

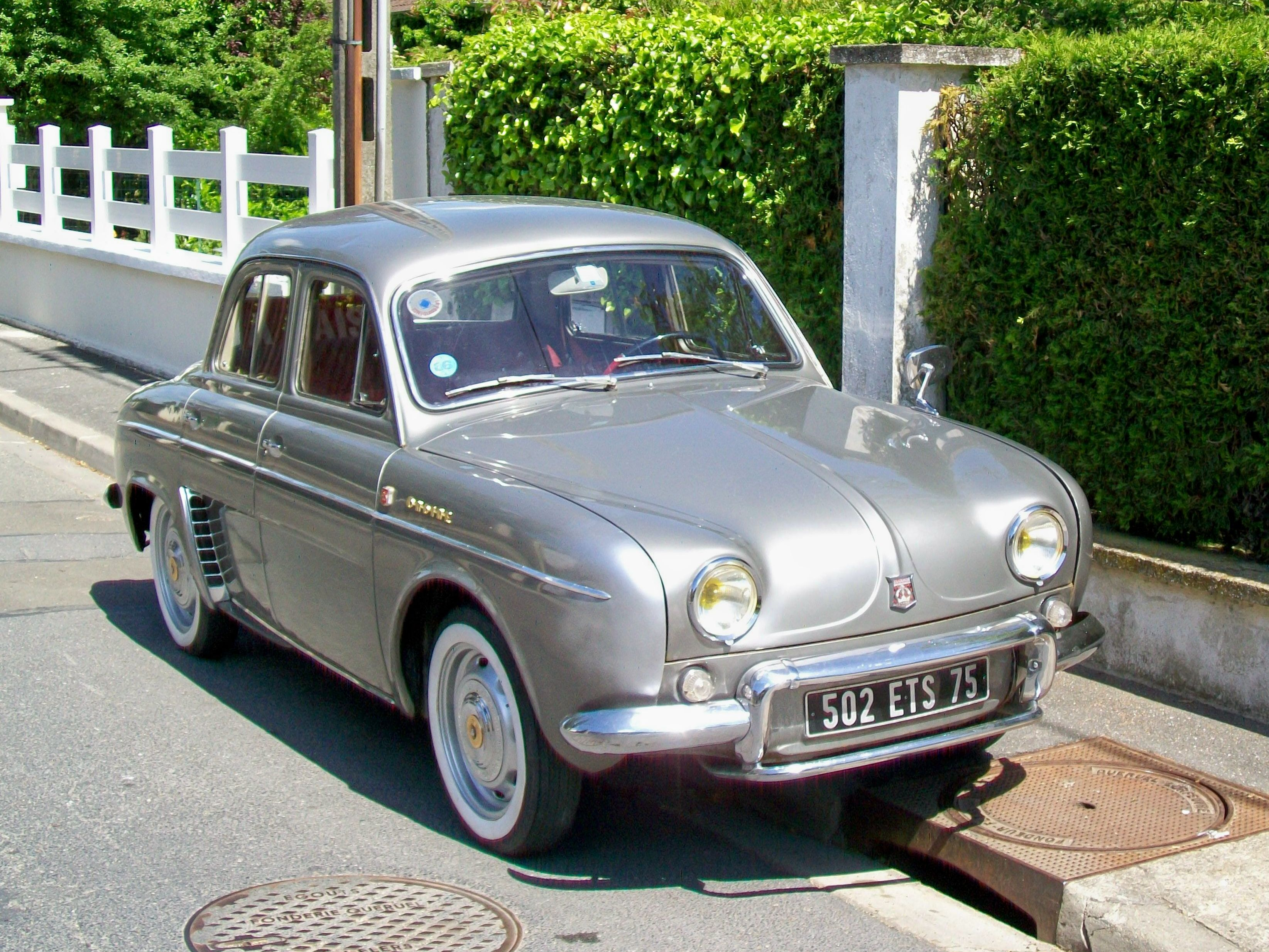
Una Renault Ondine

Nel settembre 1960 vi fu il lancio della Ondine (R1090A), una Dauphine riccamente equipaggiata e pensata prevalentemente per un pubblico femminile, in un periodo in cui gradualmente crebbe l'emancipazione della donna, comprensiva anche del fatto che il gentil sesso potesse sedersi al posto di guida di una vettura. Sul piano tecnico, la Ondine fu praticamente un ibrido fra la versione base e la versione Gordini, in quanto montava il motore di base da 31 CV di potenza massima, ma accoppiato al cambio manuale della Gordini. La Ondine si distingueva esternamente dalle normali Dauphine per le scritte identificative sul parafanghi anteriore destro e sul cofano motore, per un elemento tubolare di rinforzo posto sotto il paraurti anteriore, per le luci di posizione (in luogo degli indicatori di direzione) sotto i proiettori anteriori principali, per i paraurti posteriori con rostri ricoperti in gomma, per gli pneumatici con fascia bianca, per i cerchi dal disegno specifico, per la cornice cromata nell'alloggiamento della targa posteriore e per altri dettagli cromati. Inoltre, la gamma colori per la carrozzeria si arricchì anche di due tinte metallizzate (grigio e blu). Anche internamente vi furono significative variazioni fra la Ondine e la Dauphine: la plancia fu rivestita di tessuto plastificato nero, il volante fu ripreso dalla Floride, fu montata un'autoradio con scritta Ondine, le maniglie porta interne divennero cromate, i sedili furono rivestiti in similpelle e divennero regolabili in quattro posizioni. Infine il pavimento fu rivestito di moquette in tinta con i rivestimenti della selleria.
Tre mesi dopo il lancio della Ondine, vale a dire nel dicembre del 1960, alla normale Ondine venne affiancata la Ondine Gordini che, come il nome suggerisce, fu equipaggiata con il motore della più potente fra le Dauphine fino a quel momento prodotta, ossia l'unità Ventoux da 40 CV. Ovviamente la dotazione fu quella delle altre Ondine, mentre la differenza esterna principale fu sostanzialmente nelle scritte Gordini in luogo delle scritte Ondine su parafango e cofano posteriore. La presenza di questo nuovo modello in listino coincise con l'uscita di produzione della Dauphine Gordini per non creare una collisione commerciale fra i due modelli.

#### LaDauphine 1093

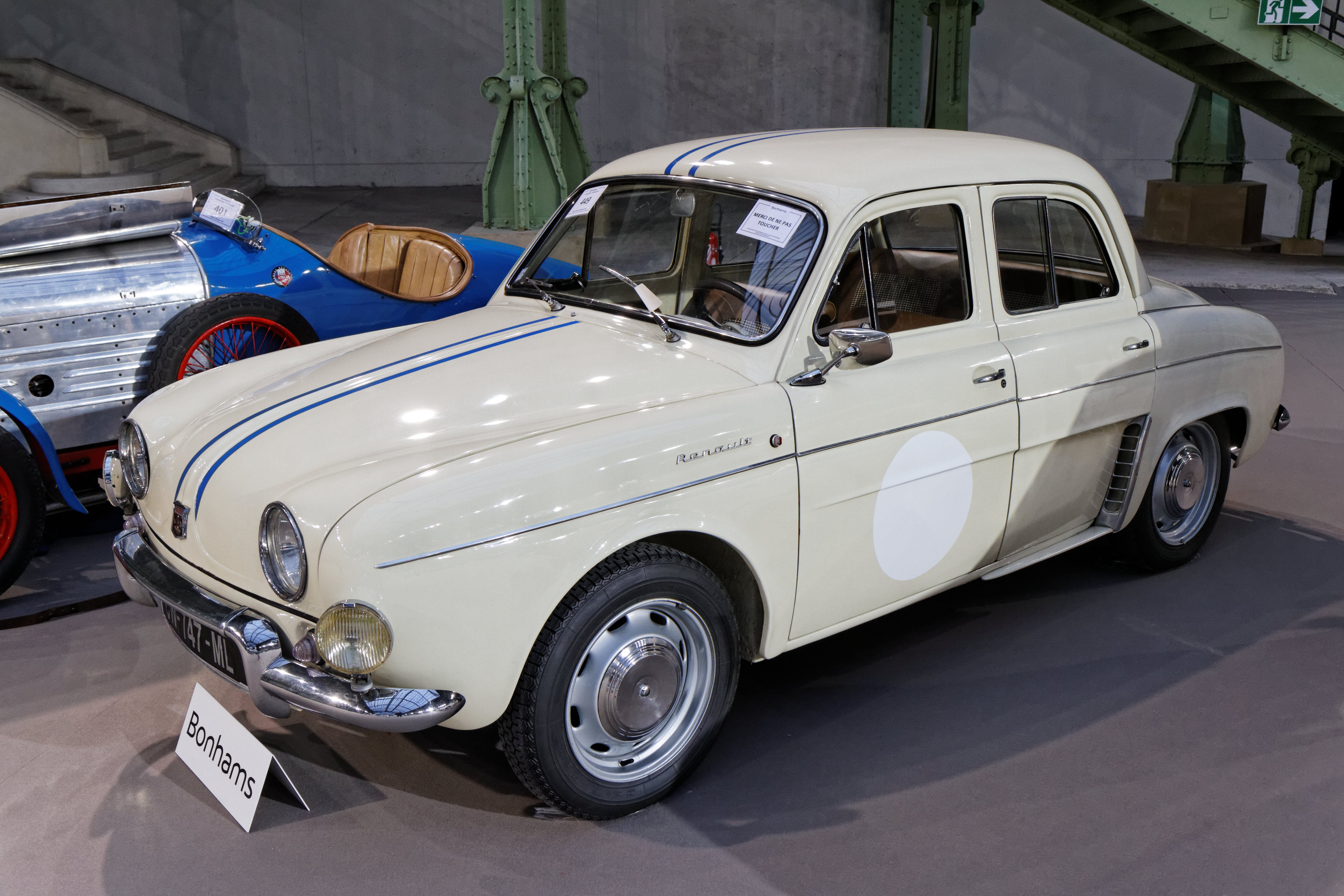
Una Dauphine 1093

Nel novembre 1961 venne lanciata la Dauphine 1093, un modello voluto in pratica per riproporre una sportiva dura e pura su base Dauphine, visto che la versione Gordini, ormai sulla base della ricca Ondine, era diventata più che altro solo una veloce vettura compatta dal carattere snob. La Dauphine 1093 fu inoltre necessaria nel listino Renault per ottenere l'omologazione della vettura in categoria Turismo nelle competizioni automobilistiche, secondo quanto stabilito dalla federazione sportiva, che esigeva un minimo di mille esemplari prodotti per i modelli da iscrivere appunto in categoria Turismo. La sigla 1093 non deve far pensare ad un aumento di cilindrata, ma fu semplicemente un richiamo alla sigla interna del nuovo modello (R1093). La Dauphine 1093 mantenne infatti il già noto motore da 845 cm³ elaborato da Amedeo Gordini, ma con potenza portata a 49 CV DIN (o 55 CV SAE) dalla Autobleu. Il fatto che questo modello non portasse il nome del grande preparatore italiano la dice lunga sull'accesa rivalità (per non dire intolleranza) fra Gordini e il reparto sportivo della Régie. Al punto che Dreyfus decise di tagliare corto e affidare la preparazione del motore ad una ditta esterna, la Autobleu appunto, con la quale la Casa della Losanga aveva avuto già modo di collaborare (ricordiamo a questo proposito la coupé su base 4CV realizzata alcuni anni prima). Oltre al motore, altre modifiche furono quelle relative alla nuova frizione rinforzata e alla coppia conica, più corta di serie o in alternativa, a richiesta, leggermente più lunga. Il comparto sospensioni prevedeva ancora il sistema Aérostable, ma con molle elicoidali ben più rigide, mentre l'impianto frenante, sempre a quattro tamburi, prevedeva delle alette di raffreddamento nei tamburi anteriori. Esteticamente, la Dauphine 1093 si riconosceva per la verniciatura bianca nel 1961 e 1962 e bianco-grigia Valois per il 1963 (non erano previsti altri colori) con bande longitudinali blu, mentre internamente faceva sfoggio di sé il tachimetro con fondoscala a 180 km/h, ottimistico rispetto alla velocità massima reale dichiarata pari a 140 km/h (secondo le prove su strada dell'epoca si potevano sfiorare i 150 km/h). La produzione della 1093 durò solo un anno e mezzo e dal settembre 1962 questo modello ricevette i freni a disco sulle quattro ruote, per essere tolto dal listino nell'aprile del 1963.

#### Gli ultimi anni di carriera

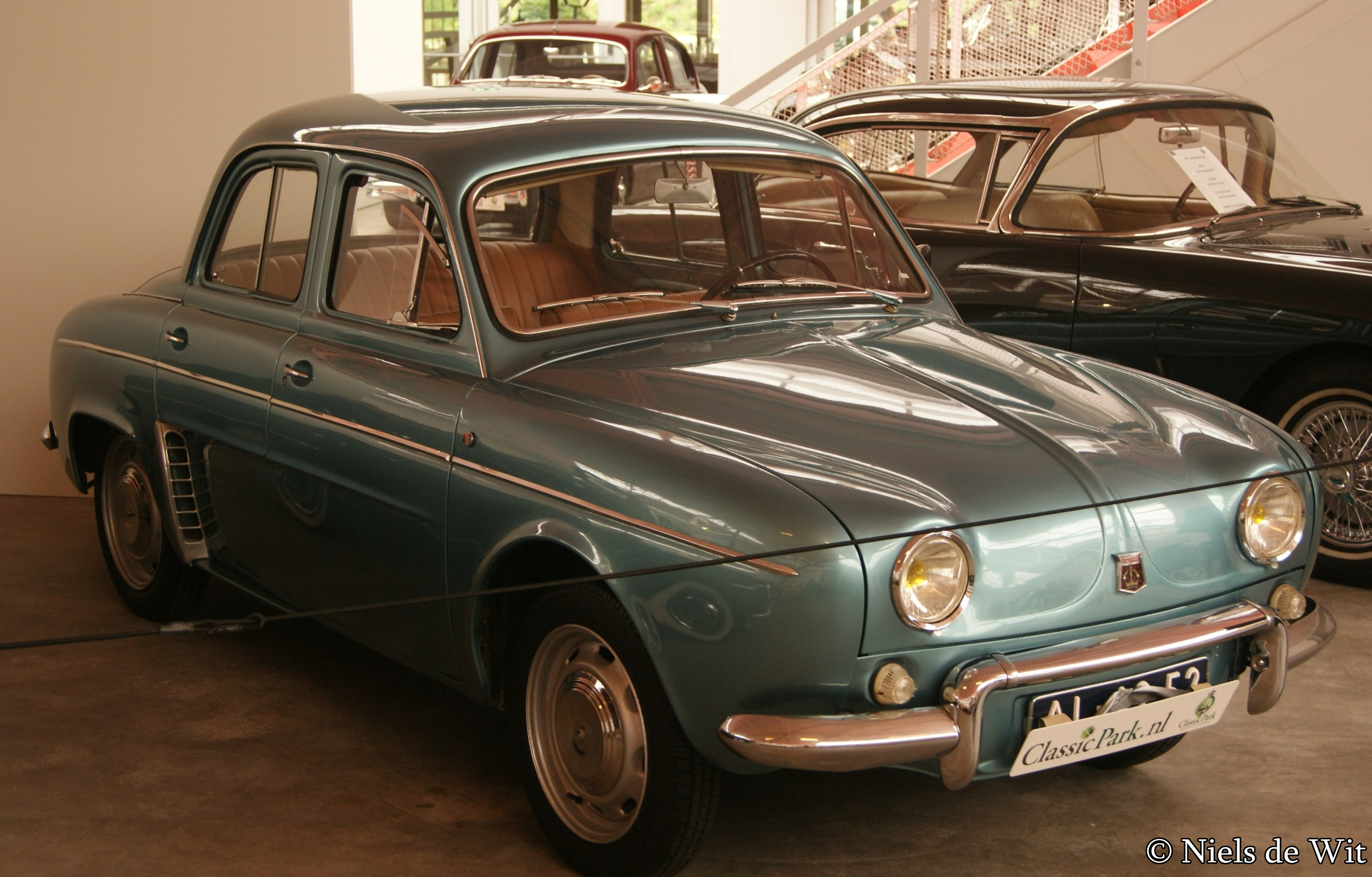
Una Dauphine Export, modello nato nel 1964

L'avvio degli anni '60 si rivelò molto più difficile per la carriera della Dauphine che non la seconda metà del decennio precedente. Ciò fu dovuto principalmente all'inasprirsi della concorrenza in tutta Europa. In Francia, il lancio della Simca 1000 avvenuto nel 1961 costituì un vero e proprio ostacolo per la piccola Renault, mentre in Germania, dove in molti già preferivano da tempo il Maggiolino, venne introdotta, sempre nel 1961, la Prinz IV, ben più elegante rispetto alle precedenti Prinz e quindi in grado di costituire un serio problema per le Dauphine esportate in terra teutonica, senza contare la presenza di altre possibili alternative come la BMW 700 e la Glas Isar. In Italia i problemi arrivarono più tardi, e più precisamente nel 1964, quando cominciò la carriera commerciale della Fiat 850, destinata a divenire un best seller nello "stivale", e anche in questo caso, senza contare le esportazioni di modelli rivali della Dauphine (in Italia, anche la Simca 1000 riscosse un buon successo di vendite), che in ogni caso continuò ad essere prodotta con marchio Alfa Romeo. Infine, la stessa Renault lanciò nel 1961 la polivalente R4 e nel 1962 la R8, entrambe destinate a brillanti carriere commerciali, andando quindi a fissare l'inizio della parabola discendente per la piccola Renault. Questi avvenimenti furono alla base del successo solo parziale della Ondine, ma anche del calo di vendite della Dauphine stessa: se alla fine del 1960 ne furono venduti 402.940 esemplari, esattamente un anno dopo le vendite scesero di circa il 25%, fermandosi a 307.801 esemplari. Alla fine del 1962, poi, si scese sotto il tetto dei 200.000 esemplari, mentre l'anno seguente, se le vendite della Dauphine piombarono ad appena 114.000 esemplari, quelle della R8, in commercio da solo un anno, arrivarono a quasi il doppio (221.000 esemplari). Nel frattempo, la Ondine venne tolta di produzione dopo appena un anno di carriera e pochi aggiornamenti di dettaglio alla gamma. 

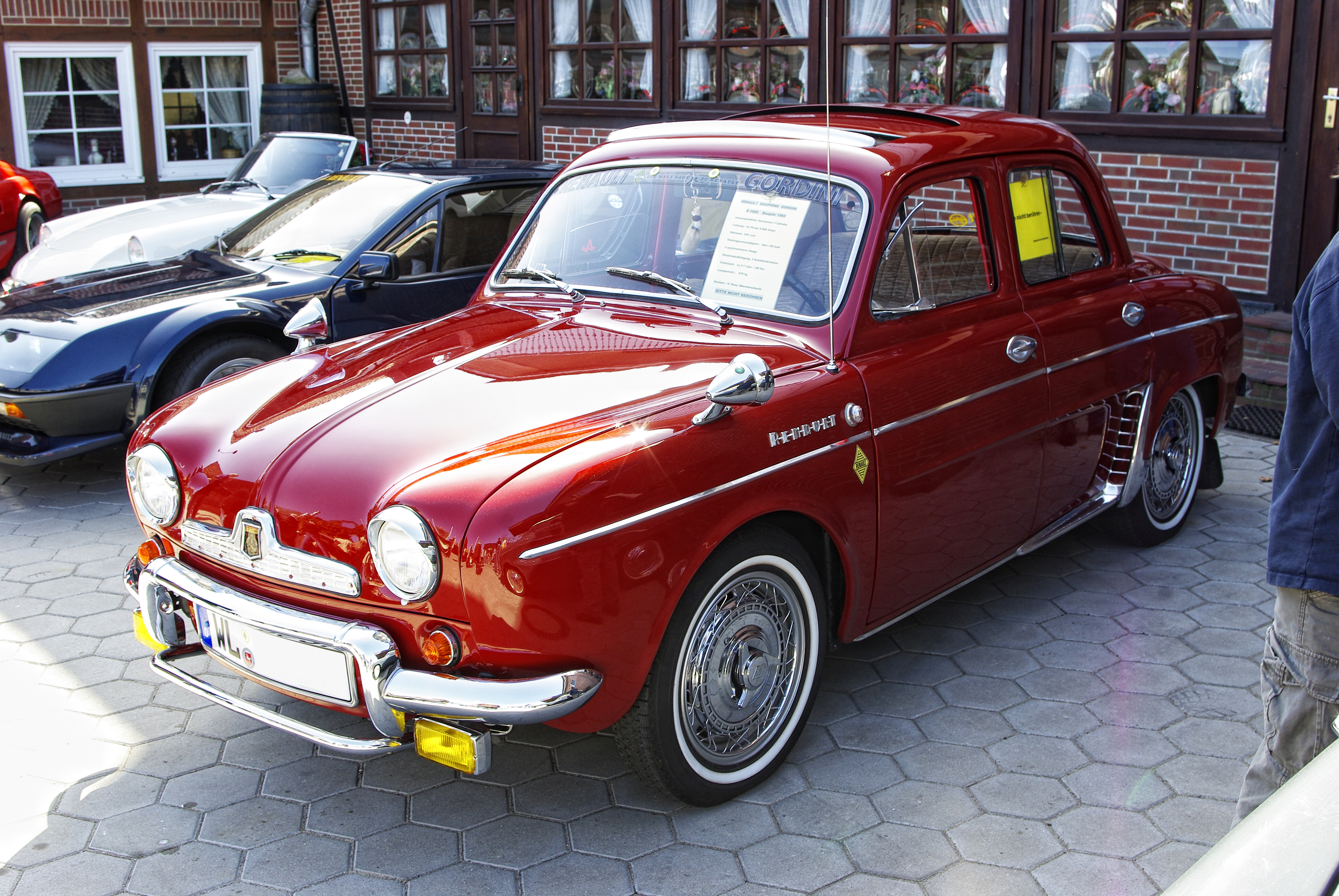
Una delle ultime Gordini

La gamma della Dauphine di base continuò con alcuni aggiornamenti meccanici, come ad esempio l'arrivo, nel 1963, di un nuovo cambio a 3 marce, ma stavolta interamente sicronizzato e di nuovi sedili anteriori con imbottitura in schiuma speciale denominata Aéromousse. Quanto al motore, esso subì un leggero aumento di potenza, da 31 a 32 CV. Nel 1963 vi fu inoltre il ritorno della Dauphine Gordini, che ripropose nuovamente il già noto motore da 40 CV accoppiato al cambio a 4 marce con prima non sincronizzata. Nel settembre 1963 venne lanciata la Dauphine Export (R1094), che a dispetto della denominazione non fu destinata solo ai mercati esteri, ma anche a quello francese. La Export era equipaggiata con il motore delle ultime Dauphine di base da 32 CV, ma era dotata di un nuovo cambio a 4 marce interamente sincronizzato e, novità assoluta, di un impianto frenante a quattro dischi. Internamente, la Export era caratterizzata da rivestimenti mutuati dalla R8 di base e i passaruota erano rivestiti in tessuto sul lato abitacolo. Un'altra caratteristica della Dauphine Export fu l'assenza quasi totale delle sospensioni Aérostable: solo i primi 223 esemplari ne furono provvisti. Contemporaneamente al lancio della Export vi fu nuovamente l'uscita della versione Gordini dal listino Renault, ma non da quelli dei mercati esteri, dove la versione da 40 CV continuò ad essere proposta con una nuova sigla interna, ossia R1095. Rispetto alla precedente Gordini, la R1095 si distingueva per la presenza del cambio a 4 marce della Export e per l'impianto frenante a quattro dischi. In pratica si trattava di una Export con motore Gordini. Pochi mesi dopo il suo lancio, la Export fu ordinabile a richiesta anche con un cambio elettromagnetico Jaeger a 3 rapporti costituito in pratica da una pulsantiera posta sul lato sinistro del volante e i cui pulsanti corrispondevano ognuno ad una marcia.
Nell'ottobre 1965 la R1095 tornò ad essere proposta anche per il mercato francese. Nel 1966 il cambio elettromagnetico Jaeger scomparve dalla lista optional della R1095. Quest'ultimo rimase l'unico modello in produzione, giacché la Export R1094 scomparve dal listino francese sancendo la fine della Dauphine nel mercato interno. Nel dicembre del 1967 la produzione della Dauphine cessò del tutto, anche nell'ambito dei restanti mercati mondiali, tranne che in Argentina, dove la vettura restò in produzione fino al 1970.

## Riepilogo caratteristiche
Di seguito vengono riepilogate le caratteristiche della gamma Dauphine nel corso della sua carriera commerciale:
| Renault Dauphine (1956-67) |                |             |            |                                       |                    |               |                    |                    |                    |              |                    |
| Modello | Sigla progetto | Motore      | Cilindrata | Alimentazione                         | Potenza CV DIN/rpm | Coppia Nm/rpm | Cambio/ N°rapporti | Freni (ant./post.) | Massa a vuoto (kg) | Velocità max | Anni di produzione |
| Dauphine | R1090          | Type 670-01 | 845        | Carburatore Solex 28 IBT              | 26,5/4200          | 65,7/2000     | Manuale 3 marce    | Tamburi/ Tamburi   | 630                | 112          | 1956-58            |
| Dauphine | R1090          | Type 670-01 | 845        | Carburatore Solex 28 IBT1             | 31/4500            | 65,7/2000     | Manuale 3 marce    | Tamburi/ Tamburi   | 630                | 115          | 1958-63            |
| Dauphine | R1090          | Type 670-01 | 845        | Carburatore Solex 28 IDT              | 32/4500            | 65,7/2000     | Manuale 3 marce    | Tamburi/ Tamburi   | 630                | 115          | 1963-64            |
| Dauphine Export | R1094          | Type 670-01 | 845        | Carburatore Solex 28 IDT              | 32/4500            | 65,7/2000     | Manuale 4 marce    | Dischi/ Dischi     | 650                | 115          | 1964-67            |
| Dauphine Gordini | R1091          | Type 670-04 | 845        | Carburatore Solex 32 PICBT            | 33/5000            | 65/2500       | Manuale 4 marce    | Tamburi/ Tamburi   | 660                | 126          | 1957-60            |
| Dauphine Gordini | R1091          | Type 670-05 | 845        | Carburatore Solex 32 PIBT             | 40/5000            | 64,7/3300     | Manuale 4 marce    | Tamburi/ Tamburi   | 660                | 130          | 1960-64            |
| Dauphine Gordini | R1095          | Type 670-05 | 845        | Carburatore Solex 32 PIBT             | 40/5000            | 64,7/3300     | Manuale 4 marce    | Dischi/ Dischi     | 660                | 130          | 1963-672           |
| Dauphine 1093 | R1093          | Type 670-05 | 845        | Carburatore doppio corpo Solex PAIA-3 | 49/5600            | 66/4700       | Manuale 4 marce    | Tamburi/ Tamburi   | 660                | 143          | 1961-62            |
| Dauphine 1093 | R1093          | Type 670-05 | 845        | Carburatore doppio corpo Solex PAIA-3 | 49/5600            | 66/4700       | Manuale 4 marce    | Dischi/ Dischi     | 660                | 143          | 1962-63            |
| Ondine | R1090A         | Type 670-01 | 845        | Carburatore Solex 28 IDT              | 32/4500            | 65,7/2000     | Manuale 4 marce    | Tamburi/ Tamburi   | 650                | 115          | 1961-62            |
| Ondine Gordini | R1091A         | Type 670-05 | 845        | Carburatore Solex 32 PIBT             | 40/5000            | 64,7/3300     | Manuale 4 marce    | Tamburi/ Tamburi   | 660                | 130          | 1961-62            |
| Note: 1Carburatore Solex 28 IDT a partire dal 1961 2Non disponibile per il mercato francese fino al mese di settembre del 1965 |                |             |            |                                       |                    |               |                    |                    |                    |              |                    |

## Le altreDauphine

### Alfa RomeoDauphineeOndine[3]

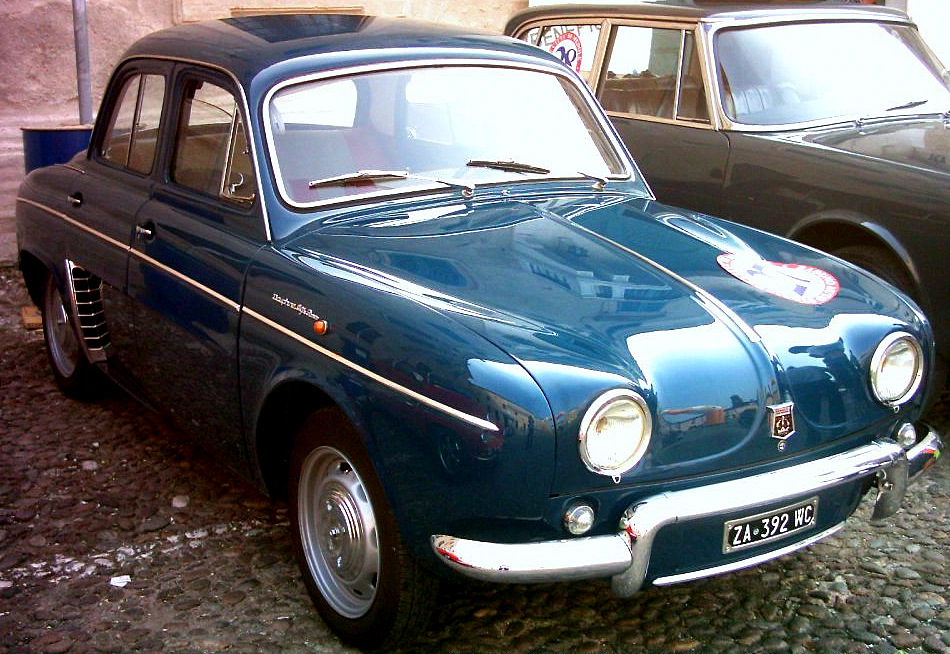
Un'Alfa Romeo Dauphine

Nell'ottobre del 1958 venne siglato un accordo con l'Alfa Romeo per l'assemblaggio in Italia della Dauphine. Tale accordo era volto alla commercializzazione della vettura in un Paese come l'Italia, in cui le vetture provenienti dall'estero erano gravate da pesanti dazi doganali che ne rendevano non concorrenziale la vendita rispetto ad altre vetture della stessa fascia di mercato. L'assemblaggio fu avviato a giugno del 1959 presso lo stabilimento del Portello accanto alle linee di montaggio della Giulietta. Le Alfa Romeo Dauphine si discostavano di poco dalle "cugine" francesi: scritte in italiano alla strumentazione, l'impianto elettrico, interamente di produzione Magneti Marelli, divenne a 12 V. Seppure con minime differenze, la fanaleria posteriore, le luci di posizione anteriori, prima rettangolari poi rotonde, i lampeggiatori laterali e la luce della targa erano di produzione italiana e di forma diversa da quelli dal modello francese. Il disegno della tappezzeria, simile a quello della Giulietta dava la sensazione dell'interno di una piccola Alfa. Sui parafanghi anteriori la scritta "Dauphine_Alfa_Romeo". Nel 1962 fece la comparsa l'Ondine che rimase in produzione per circa un anno. Nel 1963 ' anche la versione italiana prese gli aggiornamenti di quella francese come l'aggiunta del lavavetro mentre il volante, il cruscotto ed il contachilometri divennero di colore nero antiriflesso; la scritta "Dauphine_Alfa Romeo" scomparve dai parafanghi per passare sul coperchio motore. Nel corso dello stesso anno vennero adottati i  freni a disco sulle 4 ruote con nuovi cerchioni forati. La produzione cessò alla fine di ottobre del 1964 con un totale di 73.841 vetture prodotte tra Dauphine ed Ondine. Il cambio a 4 marce che era opzionale rispetto a quello a 3 marce, divenne di serie a partire dalla fine del 1960.

### La versione FASA-Renault

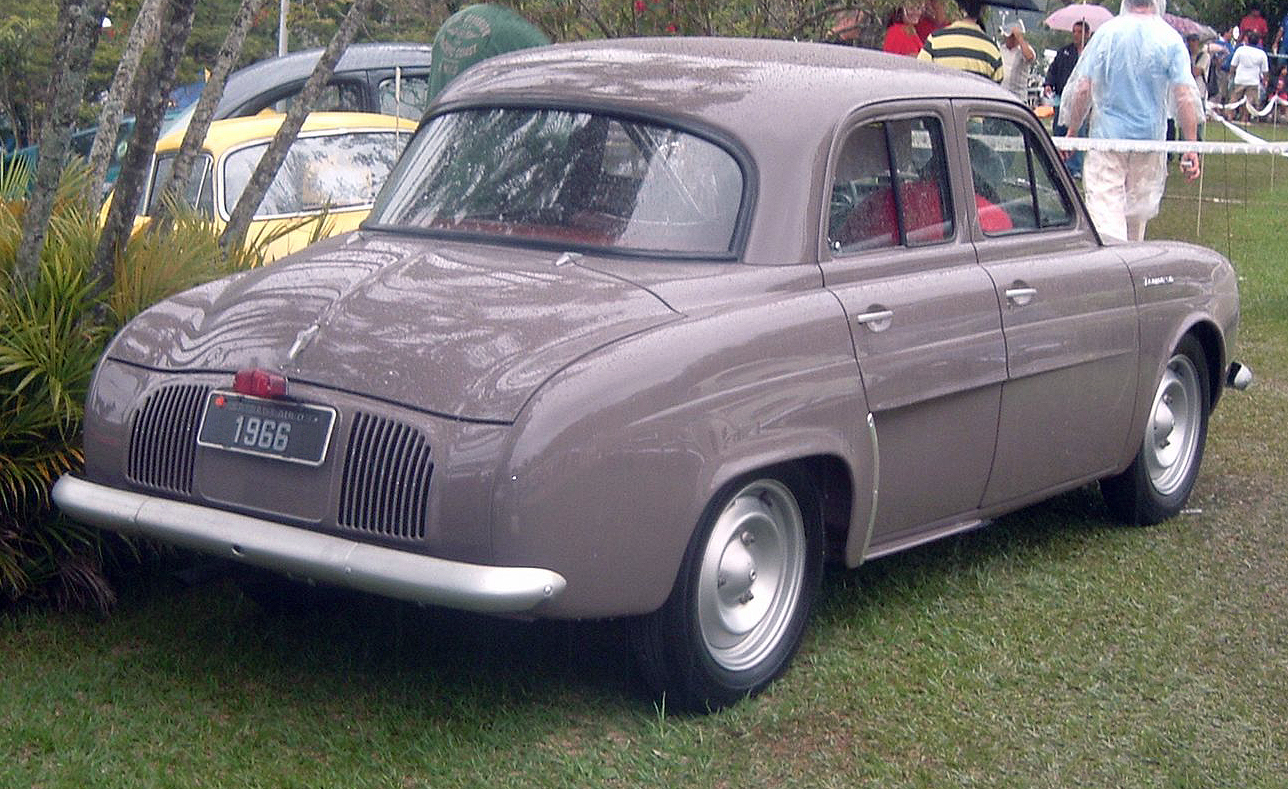
Una Renault Teimoso, ossia una Dauphine con allestimento particolarmente spartano, prevista solo per il mercato brasiliano. Si notino le luci posteriori ai minimi termini.

La produzione della Dauphine fu avviata in Spagna nel 1958 presso lo stabilimento di Valladolid: tre furono le versioni avvicendatesi nel corso degli anni: la Dauphine, ossia la versione standard, la Ondine (dal 1962), versione accessoriata e corrispondente alle Ondine prodotte in Francia, e la Gordini (non Dauphine Gordini ma semplicemente Gordini, introdotta dal 1961), ossia la versione sportiva. Pochissimi furono i particolari che distinguevano le versioni spagnole da quelle francesi. Tra questi va ricordato lo stemma della FASA sul cofano. A differenza delle versioni francesi, la Dauphine terminò la sua carriera già nel 1964, sostituita dalle versioni di base della R8, mentre la Ondine scomparve nel 1965. Ultima ad essere tolta dai listini fu la Gordini, i cui ultimi esemplari uscirono dalle linee di montaggio di Valladolid nel 1967. In totale furono prodotte 125.912 Dauphine spagnole.

### LeDauphinenegli USA

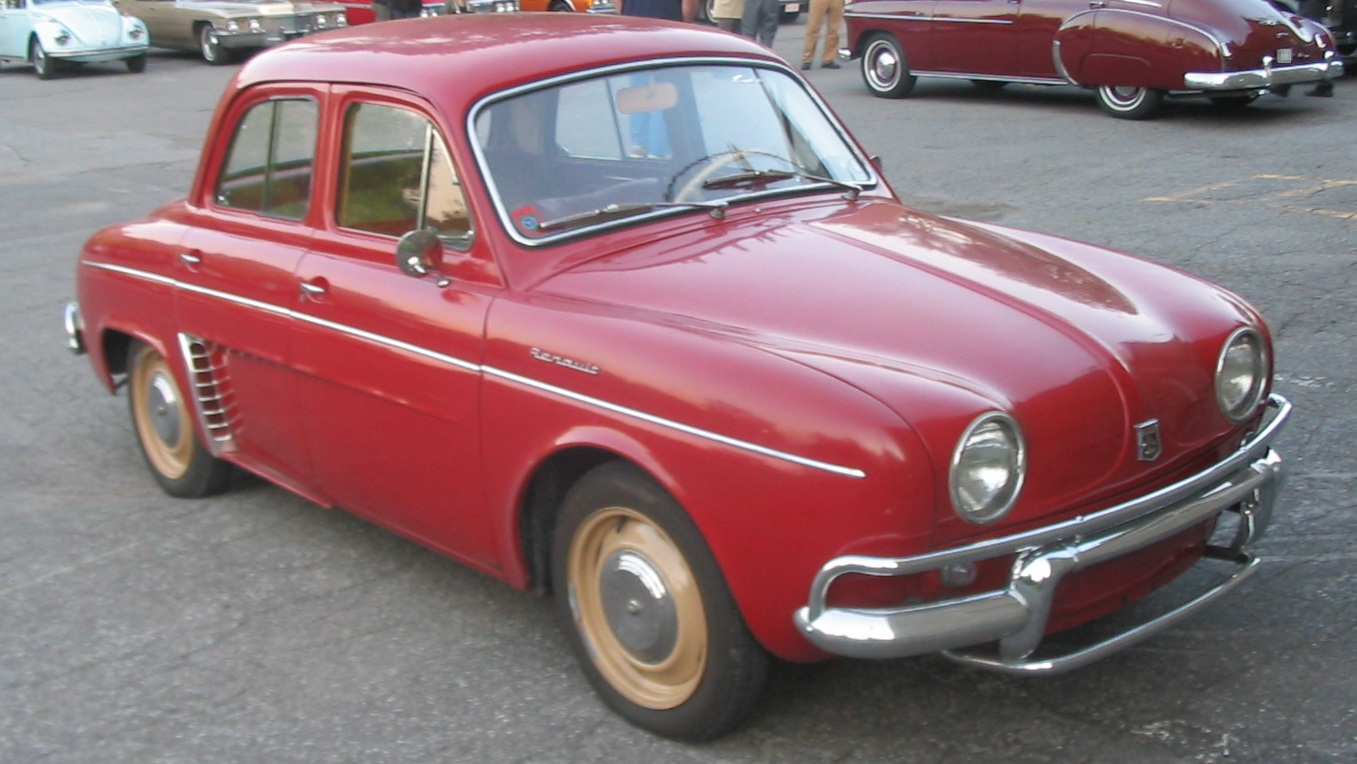
Una Dauphine prevista per il mercato USA

Negli Stati Uniti la Dauphine cominciò ad essere esportata già fin dal debutto del modello in Europa. Le prime consegne si ebbero a marzo 1956: le Dauphine previste per il mercato statunitense erano caratterizzate da un allestimento specifico, in modo da rispettare le differenti normative USA. Fu così che la vettura venne equipaggiata con tachimetro tarato in miglia, rivestimento dei passaruota nel lato abitacolo, fari anteriori di maggior diametro e inserti decorativi specifici sulla carrozzeria. Anche il motore ricevette alcune rivisitazioni, con il rapporto di compressione portato da 7,25:1 ad 8:1. La Dauphine commercializzata negli States non fu tuttavia un grande successo: alla fine del 1956 furono solo 1.700 gli esemplari consegnati, fatto che fece presagire fin da subito le difficoltà che tale operazione avrebbe comportato. A partire dal 22 giugno 1957 la gamma venne dotata di paraurti più sporgenti e di frecce e luci di posizione specifiche. Tra il 1958 e il 1959 le vendite si fecero più consistenti, superando quota 91.000 esemplari. Gli aggiornamenti in quel periodo videro il passaggio dall'originario impianto elettrico da 6 V a quello da 12 V. Ma a quel punto le vendite crollarono: il pubblico preferì le compatte locali, di maggior cilindrata e vendute a prezzi tutto sommato accettabili, tanto da renderle preferibili alla piccola francese. Nel 1961 le Dauphine invendute tornarono in Francia per essere allestite come vetture europee e vendute nel Vecchio Continente.

### La WillysDauphine[5]
La produzione della Dauphine in Brasile fu avviata nel 1959 dopo un accordo stretto fra la Renault e la Willys-Overland nel marzo dello stesso anno. Qui la Dauphine godette di una buona popolarità, sebbene anche in questo caso non mancassero le critiche relative al suo comportamento stradale e alla sua stabilità in curva non ottimale. La carriera della Dauphine brasiliana fu particolare in quanto inizialmente il modello previsto fu solo quello standard con potenza massima di 31 CV, mentre la versione Gordini arrivò solo nel 1962, ma non in affiancamento a quella base, bensì per sostituirla del tutto. L'evoluzione della gamma della Gordini brasiliana fu più complessa di quella europea in quanto la sua storia si articolò in quattro sottoserie più la 1093 introdotta nel 1964 con potenza di 49 CV DIN. La prima serie della Gordini brasiliana fu prodotta fino al 1966, anno in cui venne introdotta la cosiddetta Gordini II, che si differenziò dalla serie precedente per l'assenza delle sospensioni Aérostable, per un nuovo serbatoio carburante, per un nuovo carburatore e per i rivestimenti dei sedili di miglior qualità. La Gordini II durò solo un anno: nel 1967, mentre la Dauphine europea si apprestò a lasciare i listini, venne introdotta la Gordini III, dotata di fari posteriori di maggiori dimensioni e di freni a disco sulle ruote anteriori. Curiosamente, proprio i freni a disco, in teoria migliori di quelli a tamburo, furono criticati dagli utenti brasiliani, ma anche dalla stampa locale che rilevò uno spazio d'arresto sensibilmente superiore rispetto alla versione con freni a tamburo. Ciò si spiegò con il fatto che gli utenti brasiliani, giornalisti compresi, erano molto abituati a premere con forza su impianti frenanti a quattro tamburi, quindi poco efficienti, ma erano ancora poco avvezzi ad impianti frenanti più prestanti che richiedevano una maggior sensibilità nel dosare la frenata, ragion per cui, andando a pestare forte sul pedale del freno di una vettura con freni a disco, le ruote tendevano a bloccarsi dilatando così gli spazi di frenata. Un'altra novità introdotta con la Gordini III fu lo spostamento della plafoniera interna dai montanti laterali al retrovisore interno. All'inizio del 1968 venne infine introdotta la Gordini IV, praticamente identica alla precedente, salvò la rinnovata gamma di colori, solo tre mesi prima di togliere definitivamente la vettura di produzione, nel marzo del 1968. Vale la pena parlare della nuova versione di base della gamma, che si aggiunse alla Gordini solo in un secondo momento: il pensionamento anticipato della Dauphine di base da 31 CV, avvenuto nel 1962, non significò la scomparsa definitiva di una versione economica. Infatti, nel marzo del 1964 vi fu un colpo di Stato in Brasile in seguito al quale venne instaurato un regime che impose la realizzazione di vetture economiche per motorizzare il Paese. Per questo, di lì a pochissimo venne introdotto un nuovo modello chiamato Teimoso e caratterizzato da un allestimento estremamente spoglio, con paraurti non più cromati ma verniciati in grigio e sprovvisti di rinforzi, dall'assenza dello stemma anteriore della Willys, di un alloggiamento per l'autoradio, e del vano portaoggetti sul lato destro della plancia. Persino le luci posteriori furono ridotte al minimo indispensabile secondo la legislazione locale. Anche la Teimoso fu tolta di listino nella primavera del 1968. In totale furono 74.627 gli esemplari prodotti, di cui 23.887 Dauphine standard, 41.052 Gordini, 721 esemplari di 1093 e 8.967 Teimoso.

### Le IKADauphine[6]

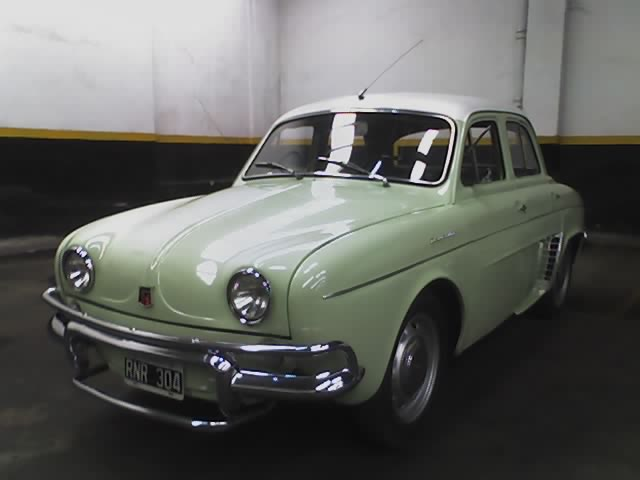
Una Dauphine prevista per il mercato argentino

Il 12 luglio 1960 cominciò la produzione della Dauphine presso lo stabilimento IKA di Santa Isabel in Argentina: la Casa della Losanga stipulò a fine anni '50 un contratto di collaborazione con la filiale argentina dell'americana Kaiser Motors. Le Dauphine previste per il mercato argentino si differenziavano esternamente da quelle europee per il paraurti più prominente ed elaborato, una soluzione non fine a sé stessa, ma dovuta all'esigenza di soddisfare le normative locali in tema di sicurezza. Presente sulla carrozzeria anche l'iscrizione IKA. Il motore utilizzato fu inizialmente solo quello della Dauphine di base con potenza massima di 31 CV, ma a partire dal 1962 si aggiunse alla gamma anche il motore Gordini da 40 CV di potenza massima. Esternamente, anche la Gordini argentina non mostrava grosse differenze rispetto a quella europea, salvo il fatto di rinunciare al nome Dauphine per chiamarsi semplicemente IKA Gordini. Nel 1967 e durante i successivi tre anni di produzione, la Dauphine di base venne ribattezzata semplicemente 850 con un allestimento assai spoglio e simile a quello della Teimoso brasiliana. Nel corso del 1968 anche la Gordini venne sostituita dalla DA-3V, una sigla inedita dietro alla quale era celata in realtà semplicemente una Gordini con alcune variazioni di dettaglio, come l'impianto elettrico da 12 V. La produzione terminò nel 1970 e a partire dall'anno seguente fu avviata la produzione della Renault 12 prevista per il mercato locale, non propriamente un'erede diretta della Dauphine, ma che andò invece a posizionarsi un gradino più in alto con il suo motore di base da 1,3 litri.

### Altri siti produttivi nel mondo
La Dauphine venne inoltre prodotta in Israele tra il 1957 e il 1960; lo stabilimento in cui venne prodotta era di proprietà della Kaiser, sempre secondo gli accordi fra la Casa francese e quella statunitense che di lì ad alcuni anni avrebbero portato anche alla produzione in Argentina. In Australia la Dauphine fu prodotta in uno stabilimento Renault sito a Somerton. Infine, un altro sito produttivo fu quello della Todd Motors' Petone, in Nuova Zelanda, dove la vettura fu assemblata dal 1961 al 1967.

## Le fuoriserie
Alcuni esemplari della Dauphine furono ricarrozzati da valenti carrozzieri che ne seppero estrapolare versioni molto particolari e per nulla disprezzabili, spesso esemplari unici a titolo puramente sperimentale:
- Cabriolet Blanlot: realizzata dalla carrozzeria Drots per il concessionario Blanlot, questo esemplare unico era caratterizzato dalla presenza di due sole porte e da una capote ripresa nientemeno che da una Peugeot 201[7]. Purtroppo questo esemplare unico andò distrutto in un incendio nel maggio del 1975;
- Cabriolet Chappe: elegante cabriolet presentata nel 1956, pochi mesi dopo il lancio della Dauphine e realizzata dalla carrozzeria Chappe et Gessalin. Caratterizzata da un'impronta stilistica tipica dei tardi anni cinquanta, con tanto di pinne posteriori, questa vettura rimase un esercizio di stile che però di lì a poco avrebbe ispirato la realizzazione della Alpine A108;
- Cabriolet Ondine: realizzata solo nel 1996 partendo da una Ondine di serie, risulta meno aggraziata della cabriolet Blanlot per via del fatto che nella Ondine le portiere posteriori vennero effettivamente eliminate, ma quelle anteriori non vennero allungate creando così una sproporzione nella zona posteriore;
- Cabriolet Barnard: cabriolet su base Gordini;
- Spiaggina[8][9][10]: si stima siano 17 gli esemplari di spiaggina su base Dauphine prodotti da vari carrozzieri durante la carriera commerciale della vettura di serie;
- Dauphine Découvrable[11]: alcuni carrozzieri, tra cui Henri Chapron, trasformarono una manciata di esemplari di Dauphine in versioni con carrozzeria trasformabile;
- Henney Kilowatt: auto elettrica costruita fra il 1959 e il 1960 su base Dauphine e prevista unicamente per il mercato statunitense. Il progetto originario fu opera della National Union Electric, ma la produzione vera e propria avvenne per mano della Henney Motor Company, un'azienda gravitante nell'orbita della National Union Electric assieme alla Eureka Motor Company, che partecipò al progetto. Spinta da un motore elettrico da 7 CV alimentato da due batterie da 18 V l'una disposte in serie, la Henney Kilowatt era in grado di raggiungere una velocità massima di 97 km/h, anche se spingendo al massimo l'autonomia crollava notevolmente. Normalmente, invece l'autonomia della Kilowatt poteva arrivare a 105 km, ma dosando l'acceleratore con parsimonia. Incerti i dati relativi alla produzione: alcune fonti, tra cui la storia ufficiale della Eureka, parlano di 100 pianali spedite alla Henney Motor Company, ma anche di solamente 47 esemplari effettivamente assemblati,[12] sebbene quelli documentati furono solo 32. La Henney Kilowatt è considerata la prima auto elettrica dell'era moderna;
- Atla Type 850: si tratta di una coupé su base Dauphine realizzata in pochi esemplari da Jacques Durand nella sua piccola ditta di Garches, presso Parigi. Caratterizzata da una scocca assai leggera poiché realizzata in poliestere, il suo peso a vuoto era di appena 510 kg, solo mezza tonnellata abbinata al motore della Dauphine Gordini da 40 CV. fu impiegata anche in ambito sportivo, sebbene solo in rare manifestazioni.
- Laudat Coupé: elegante coupé che ricorda le Simca 8 nel design, ma con una coda provvista di vistose feritoie per lo smaltimento del calore nel vano motore. Il motore fu ancora quello della Dauphine Gordini da 40 CV. Fu realizzata dal carrozziere Jean Laudat nella sua officina di Bourges e fu presentata alla Fiera di Bourges nel 1960.

## Attività sportiva

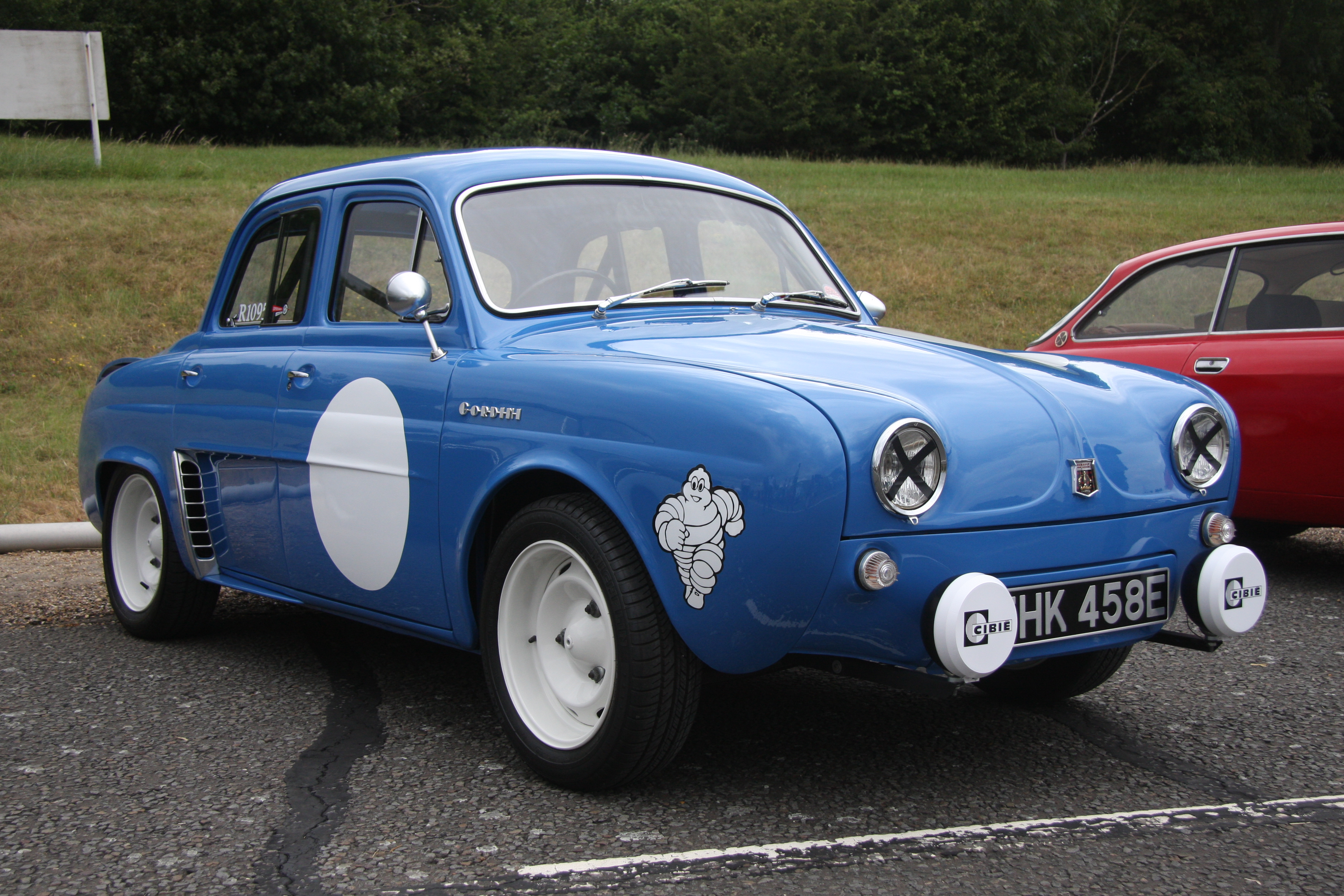
Una Dauphine Gordini da competizione

La Dauphine, specie nelle sue versioni sportive, fu largamente impiegata nelle competizioni automobilistiche e formò anche alcuni piloti che sarebbero divenuti famosi, fra cui Gérard Larrousse. Questi furono i principali successi sportivi della Dauphine in campo agonistico:
- Tour de Corse 1956: due Dauphine conquistarono i primi due posti in Corsica. Non essendo ancora stata lanciata la versione Gordini, queste vetture furono equipaggate con due motori di origine 4CV R1063, ossia quello più potente fin dall'origine e dotato di cambio a 5 marce;
- Primo posto al Rallye de Tulipes del 1957;
- Vittoria al Rally di Montecarlo del 1958 e del Tour de Corse dello stesso anno. Queste vetture furono elaborate da Amedeo Gordini. In Corsica, anche il 2º, 3º e 4º posto furono conquistati da altrettante Dauphine;
- Vittorie a raffica nel 1959 al Tour de Corse, alla Liegi-Roma-Liegi, alla Coupe des Alpes e al Rally della Costa d'Avorio;
- Nel 1961 vi furono le due vittorie al Rally de la Rochelle e alla Parigi-Saint Raphael;
- Vittoria delle Dauphine 1093 al Tour de Corse del 1962 e al Rally Grasse-Alpin dello stesso anno.